# Brightwelliaceae
Famille
Les Brightwelliaceae sont une famille éteinte d'algues de l'embranchement des Bacillariophyta (Diatomées), de la classe des Coscinodiscophyceae et de l’ordre des Asterolamprales.
Le genre Brightwellia, qui a donné son nom à cette famille, est un organisme fossile.

## Étymologie
Le nom de la famille vient du genre type Brightwellia, éponyme du biologiste britannique Thomas Brightwell (d) (1787-1868).

## Liste des genres
Selon AlgaeBase (21 mai 2025) :
- Bergonia Tempère, 1891
- Brightwellia Ralfs, 1861
- Discodiscus A.M.Gombos, Jr., 1980
- Hyperion A.M.Gombos, Jr., 1983

## Systématique
Le nom correct complet (avec auteur) de ce taxon est Brightwelliaceae Nikolaev & Harwood.
La famille des Brightwelliaceae a été créée en 2000 par Vladimir A. Nikolaev (d) et David M. Harwood (d).

## Publication originale
(en) Vladimir A. Nikolaev et David M. Harwood, « Diversity and system of classification of centric diatoms. », dans The Origin and Early Evolution of the Diatoms: Fossil, Molecular and Biogeographical Approaches, 2000, 37-53 p..